# 4285 Hulkower
4285 Hulkower је астероид главног астероидног појаса са средњом удаљеношћу од Сунца која износи 2,644 астрономских јединица (АЈ).
Апсолутна магнитуда астероида је 12,1.